# Escrita meroítica
A escrita meroítica é um alfabeto que foi usado para a língua meroítica do Reino de Meroé no Sudão. Foi desenvolvida no período Napatano (700–300 a.C.), tendo aparecido por volta do século II a.C. Por algum tempo, teria sido usada para escrever a língua núbia antiga dos sucessivos reinos Núbios. Foi descrita pelo historiador grego Diodoro Sículo (~ 50 a.C.).
Embora o alfabeto meroítico tenha continuado a ser usado pelos reinos Núbios que sucederam o de Meroé, ele veio a ser substituído pela escrita da língua copta com a introdução do Cristianismo na Núbia no século VI. Dentre as formas da nova escrita núbia (copta) o permaneceram três letras meroíticas.
A escrita foi decifrada em 1909 por Francis Llewellyn Griffith, um especialista em Egito antigo, com base na escrita meroítica para nomes egípcios. Nessa época e língua meroítica ainda não fora ainda traduzida. No final de 2008 dedicação real da escrita foi encontrada,   o que pode confirmar ou refutar as hipóteses até então apresentadas.
A mais longa inscrição se encontra no Museu de Belas Artes de Boston.